# Sipili Falatea
Pour les articles homonymes, voir Falatea.

a Compétitions nationales et continentales officielles uniquement.

b Matchs officiels uniquement.
Dernière mise à jour le 16 mai 2025.
Sipili Falatea, né le 6 juin 1997, est un joueur international français de rugby à XV qui joue au poste de pilier droit à l'Union Bordeaux Bègles depuis 2022.
Il remporte la Champions Cup avec l'Union Bordeaux Bègles en 2025.

## Biographie

### Jeunesse et formation
Originaire de l'île de Futuna (Leava), Sipili Falatea est formé à l'Avamafoa Rugby Club puis à Colomiers Rugby avant de rejoindre de l'ASM Clermont en 2017.

### Débuts professionnels à Clermont (2017-2022)
Sipili Falatea joue le premier match de sa carrière en novembre 2017, lors de la 17e journée de Top 14 face à Lyon. Puis, il marque son premier essai la saison suivante lors de la première journée de championnat, face à Agen.
Il dispute ses premiers matchs avec les professionnels à 20 ans lors de la saison 2017-2018 avant d'entrer dans la rotation des piliers droits clermontois lors de la saison 2018-2019 et 2019-2020. Il se fait remarquer par ses capacités offensives. Troisième dans la hiérarchie des piliers droits clermontois derrière Rabah Slimani et Davit Zirakashvili, il profite des départs en sélection de Slimani pour gagner du temps de jeu durant ces deux saisons.
Lors de la saison 2020-2021, il enchaîne les matchs et joue vingt fois toutes compétitions confondues pour neuf titularisations et un essai. Ce n'est cependant pas le cas la saison suivante, durant laquelle il est beaucoup moins convoqué pour jouer. En fin de contrat à l'issue de cette saison, il est convoité par l'Union Bordeaux Bègles qu'il choisit finalement de rejoindre, malgré les offres de prolongations formulées par l'ASM Clermont,.

### Union Bordeaux Bègles (depuis 2022)
A l'été 2022, il s'engage à l'Union Bordeaux Bègles jusqu'en 2024. Il arrive pour  concurrencer avec Vadim Cobîlaș et Ben Tameifuna au poste de pilier droit. Il joue son premier match sous ses nouvelles couleurs dès la première journée de Top 14, contre le Stade toulousain.
Au début du mois de janvier 2024, il subit lors d'un entraînement une rupture des ligaments croisés d'un genou, ce qui met un terme à sa saison 2023-2024.
L'année suivante, le 24 mai 2025, il est titulaire en finale de la Champions Cup au Millennium Stadium de Cardiff face aux Northampton Saints. Les bordelo-bèglais s'imposent 28 à 20 face aux anglais et remportent ainsi le premier titre de l'histoire du club.

### Carrière internationale
Profitant des absences de Mohamed Haouas et Uini Atonio à son poste, il est sélectionné pour la première fois en équipe de France lors de la tournée en Australie de 2021 durant laquelle il joue deux matchs,.
Il est à nouveau sélectionné pour la tournée au Japon de 2022. Lors du premier match de la tournée, il entre en jeu à la 46e minute à la place de Demba Bamba. Son neveu, Yoram Moefana est également sur le terrain. C'est la première fois qu'un oncle et son neveu jouent ensemble un match avec le maillot bleu. Ils ont joué plus de 30 minutes ensemble. Il remplace à nouveau Demba Bamba en seconde mi-temps pour le second et dernier test de la tournée d'été.
Le 12 novembre 2022, il marque son premier essai international face à l'Afrique du Sud lors de la tournée d'automne, contribuant ainsi à la victoire de l'Équipe de France de rugby à XV 30 à 26. Il joue les trois matchs de la France durant cette tournée, face à l'Australie, l'Afrique du Sud et le Japon. Quelques mois plus tard, il est de nouveau appelé en équipe de France pour participer au Tournoi des Six Nations 2023,. Il joue les cinq matchs du tournoi en entrant en jeu à chaque fois et la France termine en deuxième position derrière l'Irlande qui réalise le Grand Chelem. Malgré les nombreuses absences à son poste (Atonio, Haouas, Aldegheri), il n'est jamais titularisé durant la compétition, le staff tricolore préférant l'utiliser comme impact player,.
Sélectionné fin juin 2023 dans une liste de 42 joueurs pour préparer la Coupe du monde 2023, il fait partie de la liste officielle des 33 joueurs qui joueront la compétition.

## Vie privée
Sipili Falatea est issu d'une fratrie de dix enfants. Dans son entourage familial ayant environ son âge, il est le frère de Kito Falatea ainsi que l'oncle de Yoram Moefana,. Sa fratrie compte également ses frères aînés Taofifenua – le père de Yoram – Tiaki et Tapu.
Sipili et Kito considèrent Yoram comme leur petit frère, que ce soit en raison de leur âge rapproché, ou du statut de premier petit-enfant de la famille. Ils découvrent ensemble la pratique du rugby à XV avec l'association Afili Rugby Futuna,.

## Statistiques

### En club
| Saison             | Club                  | Championnat | Championnat | Championnat | Championnat | Coupe d'Europe     | Coupe d'Europe | Coupe d'Europe | Coupe d'Europe |
| Saison             | Club                  | Compétition | Matchs      | Points      | Essais      | Compétition        | Matchs         | Points         | Essais         |
| ------------------ | --------------------- | ----------- | ----------- | ----------- | ----------- | ------------------ | -------------- | -------------- | -------------- |
| 2017-2018          | ASM Clermont          | Top 14      | 2           | -           | -           | Coupe d'Europe     | -              | -              | -              |
| 2018-2019          | ASM Clermont          | Top 14      | 6           | 5           | 1           | Challenge européen | 5              | -              | -              |
| 2019-2020          | ASM Clermont          | Top 14      | 9           | 5           | 1           | Coupe d'Europe     | 2              | -              | -              |
| 2020-2021          | ASM Clermont          | Top 14      | 18          | 5           | 1           | Coupe d'Europe     | 2              | -              | -              |
| 2021-2022          | ASM Clermont          | Top 14      | 8           | -           | -           | Coupe d'Europe     | 1              | -              | -              |
| Total ASM Clermont | Total ASM Clermont    | Top 14      | 43          | 15          | 3           | Coupes d'Europe    | 10             | -              | -              |
| 2022-2023          | Union Bordeaux Bègles | Top 14      | 9           | -           | -           | Champions Cup      | 3              | 5              | 1              |
| 2023-2024          | Union Bordeaux Bègles | Top 14      | -           | -           | -           | Champions Cup      | -              | -              | -              |
| Total UBB          | Total UBB             | Top 14      | 9           | -           | -           | Champions Cup      | 3              | 5              | 1              |
| Total              | Total                 | Top 14      | 52          | 15          | 3           | Coupes d'Europe    | 13             | 5              | 1              |

### Internationales
Au 14 septembre 2023, Sipili Falatea compte 14 sélections en équipe de France pour un essai marqué. Il a pris part à une édition du Tournoi des Six Nations en 2023.
| Année | Compétition    | Matchs | Points | Essais |
| ----- | -------------- | ------ | ------ | ------ |
| 2021  | Test matchs    | 2      | -      | -      |
| 2022  | Test matchs    | 5      | 5      | 1      |
| 2023  | Six Nations    | 5      | -      | -      |
| 2023  | Test matchs    | 1      | -      | -      |
| 2023  | Coupe du monde | 1      | -      | -      |
| Total | Total          | 14     | 5      | 1      |

| Numéro | Date             | Lieu                       | Adversaire     | Compétition | Résultat | Score |
| ------ | ---------------- | -------------------------- | -------------- | ----------- | -------- | ----- |
| 1      | 12 novembre 2022 | Stade Vélodrome, Marseille | Afrique du Sud | Test match  | Victoire | 30-26 |

## Palmarès

### En club
- Vainqueur du Championnat de France espoirs en 2018 avec l'ASM Clermont
- Finaliste du Championnat de France en 2019 avec l'ASM Clermont et en 2024 et 2025 avec l'Union Bordeaux Bègles.
- Vainqueur de la Champions Cup en 2025 avec l'Union Bordeaux Bègles.

### En équipe nationale

#### Tournoi des Six Nations
| Édition          | Rang | Résultats France | Résultats Falatea | Matchs Falatea |
| ---------------- | ---- | ---------------- | ----------------- | -------------- |
| Six Nations 2023 | 2    | 4 v, 0 n, 1 d    | 4 v, 0 n, 1 d     | 5/5            |

Légende : v = victoire ; n = match nul ; d = défaite ; la ligne est en gras quand il y a Grand Chelem.

#### Coupe du monde
| Édition     | Rang               | Résultats France | Résultats Falatea | Matchs Falatea |
| ----------- | ------------------ | ---------------- | ----------------- | -------------- |
| France 2023 | Quart de finaliste | 4 v, 0 n, 1 d    | 1 v, 0 n, 0 d     | 1/5            |